# Embalse de Mediano
El embalse de Mediano está situado en el término municipal de La Fueva, en la provincia de Huesca, al que se incorporó en 1974 la población del municipio de Mediano cuyo núcleo quedó anegado por el embalse. Es uno de los mayores embalses de Aragón, con 1714 ha de superficie y con una capacidad total de 436,35 hm³, y una capacidad útil de 426 hm³. Su presa se apoya en los materiales calizos que forman el estrecho de El Entremón en el río Cinca, a pocos kilómetros de la cola del embalse de El Grado, al que regula. Su desembalse permite la producción de energía eléctrica en una central subterránea que explotó ENHER y que en la actualidad pertenece a Acciona. El embalse de Mediano está gestionado por la Confederación Hidrográfica del Ebro (CHE).

## Actividades deportivas
Distintas empresas de deportes de aventura de Sobrarbe ofrecen embarcaciones deportivas y de recreo en el entorno de la Torre de Mediano, campanario de la iglesia que emerge, y del cañón del Río Usía. Este campanario se ha convertido en un singular punto de buceo en aguas interiores aragonesas. En un principio era posible la inmersión en el interior de la iglesia, pero en la actualidad la entrada ha sido tapiada y sólo es posible la inmersión exterior.

## Mediano antiguo y moderno
El 29 de abril de 1969 las aguas alcanzaron el pueblo cuando todavía los habitantes ocupaban sus viviendas. La iglesia y el Esconjuradero son las únicas construcciones que se mantienen en pie, pues el pueblo fue destruido en unas maniobras militares. Algunos vecinos del antiguo Mediano reconstruyeron su vida y sus hogares en la zona emergida, junto al pueblo de Samitier. El nuevo pueblo de Mediano es el lugar donde se desarrolla la novela de Joaquín Berges La linea invisible del horizonte.